# Ланге, Хартмут
Хартмут Ланге (нем. Hartmut Lange, род. 31 марта 1937, Берлин, Третий рейх) — современный немецкий писатель.

## Биография
31 марта 1937 года родился в берлинском округе Шпандау в семье мясника.
Семья Ланге вынужденно переехала в Польшу, когда ему было 2 года. Через семь лет они вернулись в Берлин.
После окончания средней школы жил на случайные заработки.
В 1947—1949 годах учился в школе кино в Берлине-Бабельсберге.
В 1961—1964 годах работал драматургом в «Deutsches Theater» в Восточном Берлине.
В 1965 году уезжает из ГДР и работает драматургом в Западном Берлине.
С 1982 года пишет рассказы и новеллы.

## Награды
- Премия Нижней Саксонии (1966)
- Премия имени Герхарта Гауптмана (1968)[1]
- Литературная премия фонда Конрада Аденауэра. (1998)[1]
- Премия Итало Свево (2003)[1]
- Премия «Literatour Nord» (2004)